# Jaguar X-Type
Jaguar X-Type – samochód osobowy klasy średniej produkowany pod brytyjską marką Jaguar w latach 2001–2009.
Pojazd był pierwszym modelem marki oferowanym w wersji kombi oraz z silnikiem wysokoprężnym.

## Historia i opis modelu

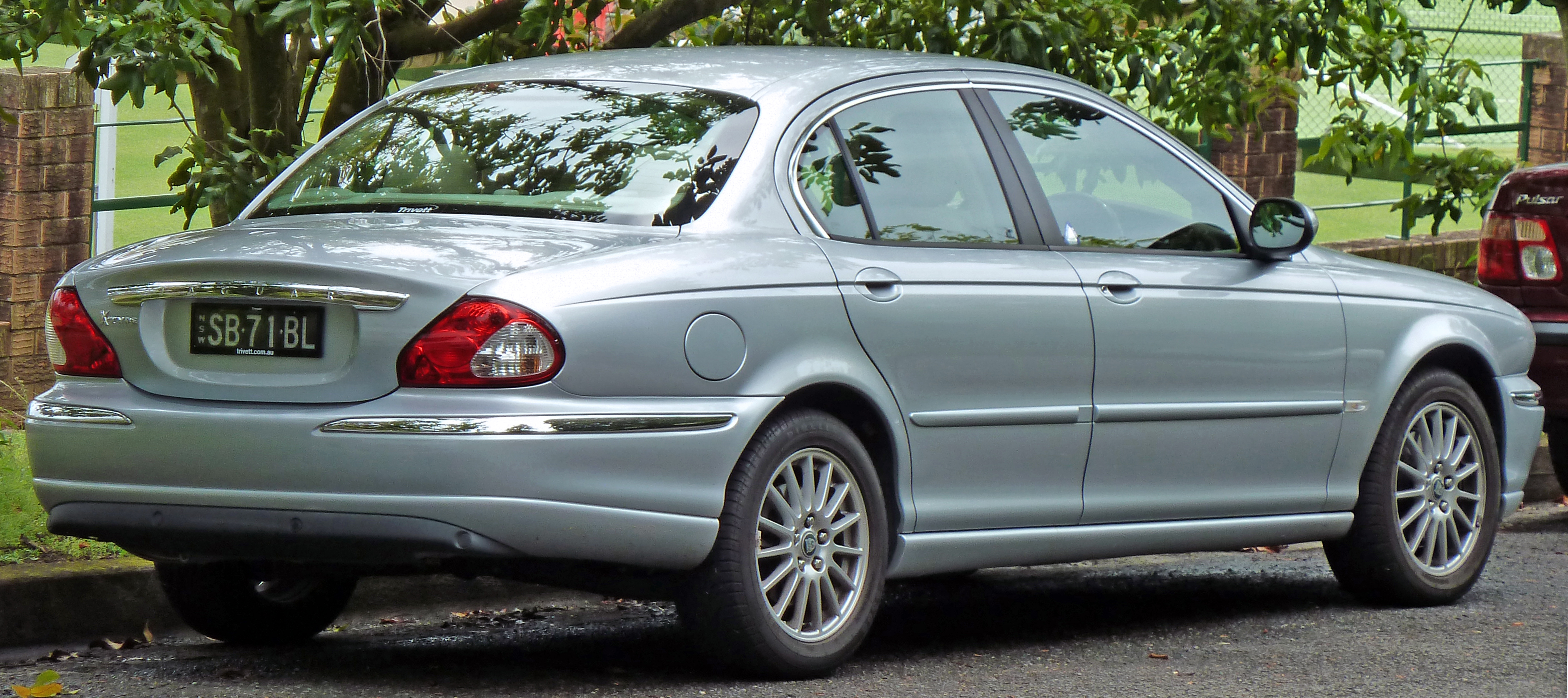
Jaguar X-Type - tył

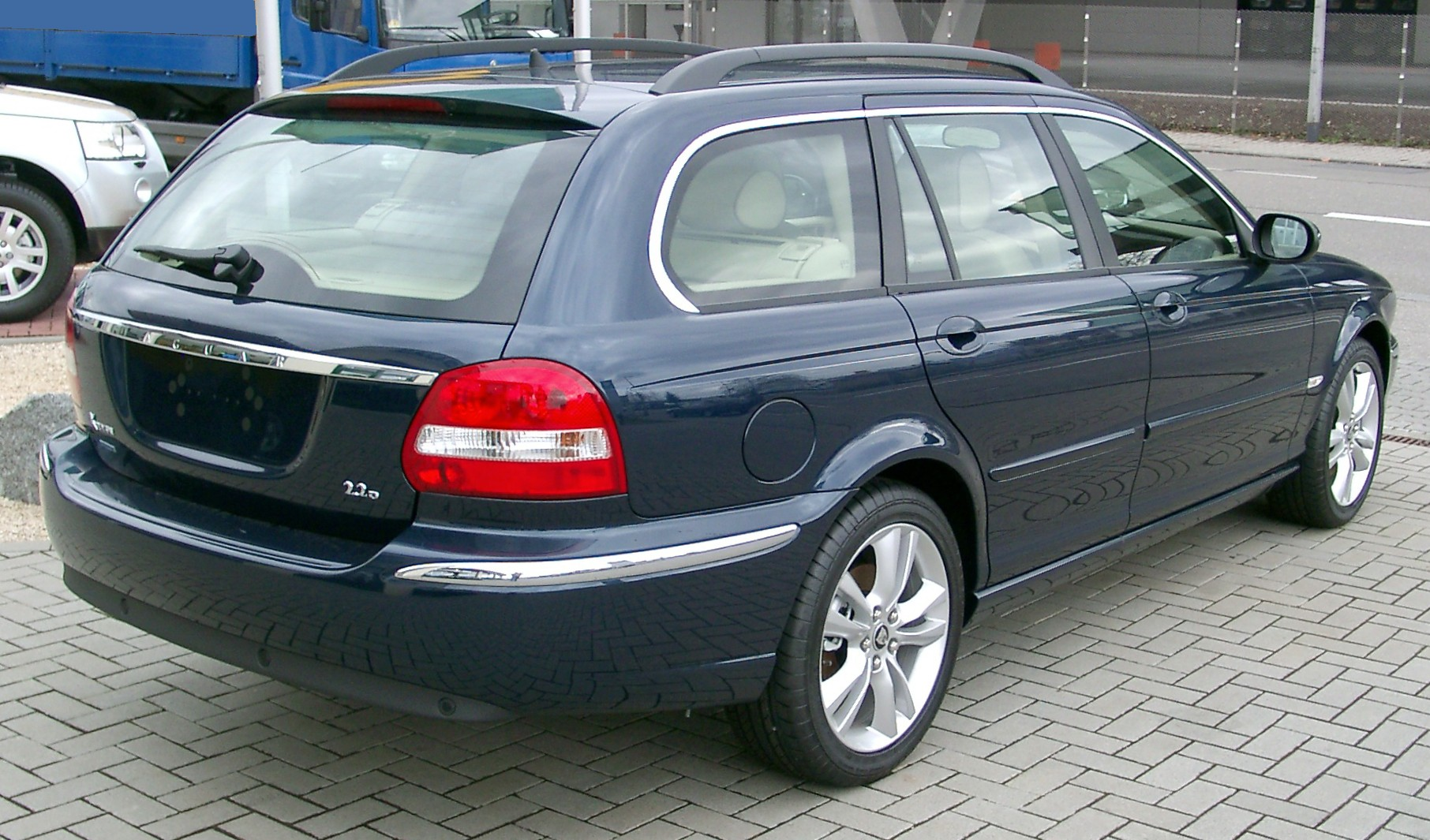
Jaguar X-Type Kombi

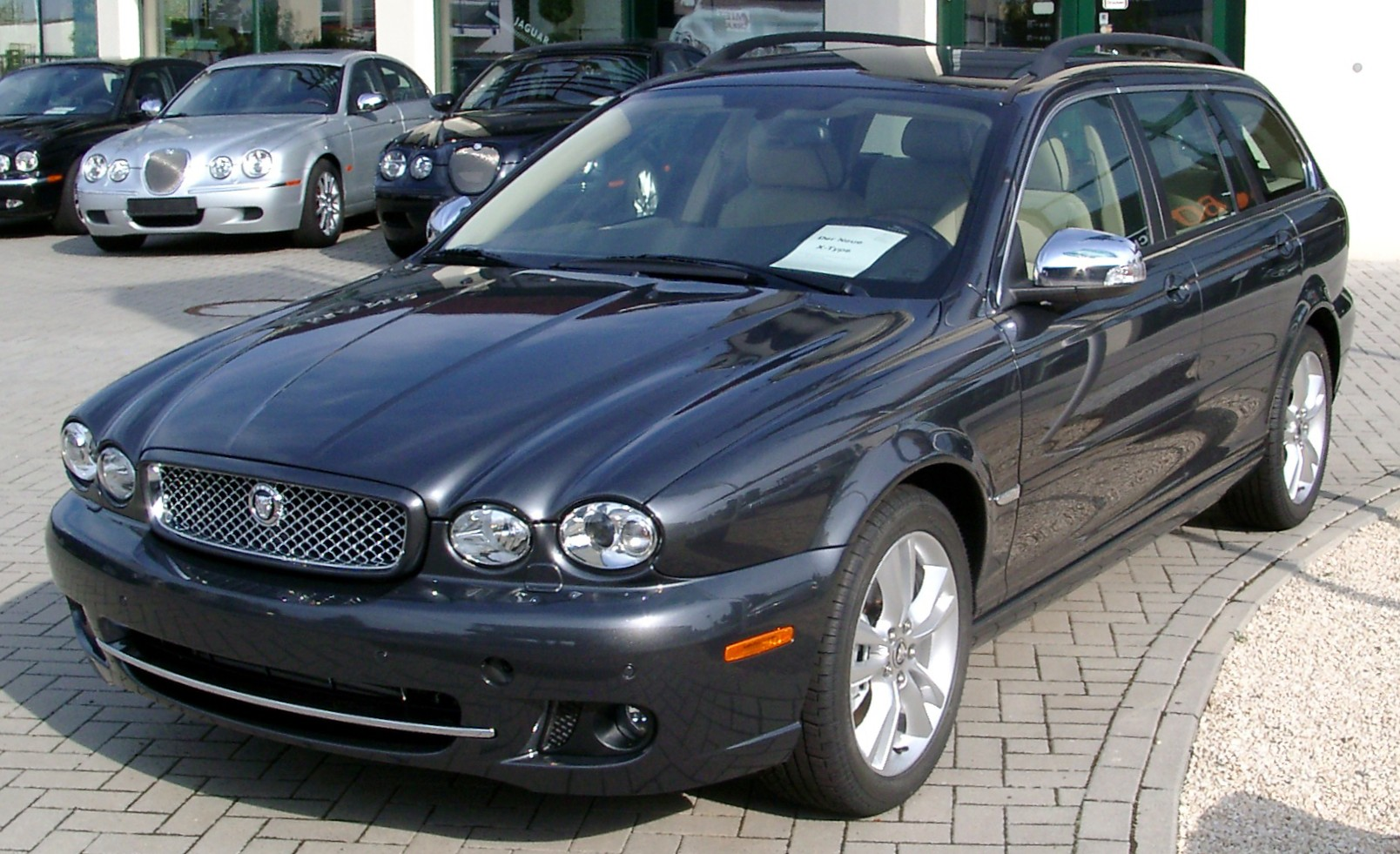
Jaguar X-Type po liftingu

Samochód został po raz pierwszy oficjalnie zaprezentowany w 2001 roku. Zbudowany został na bazie płyty podłogowej CD132 wykorzystanej do budowy m.in. modelu Ford Mondeo III. Karoseria pojazdu zaprojektowana została przez Wayne’a Burgessa pod kierownictwem Geoffa Lawsona, natomiast za wnętrze pojazdu odpowiedzialny jest Polak Tadeusz Jelec. Początkowo pojazd oferowano wyłącznie w wersji sedan.
W 2003 roku do gamy jednostek napędowych wprowadzono pierwszy w historii marki silnik wysokoprężny. W 2004 roku gamę nadwoziową pojazdu wzbogacono o wersję kombi, którego tył zaprojektował Ian Callum. Napęd na wszystkie koła w rozkładzie: 40% - przód, 60% - tył dostępny był opcjonalnie tylko w wersjach z silnikiem benzynowym. W 2007 roku auto przeszło delikatną modernizację nadwozia. Przemodelowany został pas przedni pojazdu, zastosowano m.in. nową atrapę chłodnicy oraz zderzak, a do oferty wprowadzono 6-biegową automatyczną skrzynię biegów.

### Wersje wyposażeniowe
- Classic
- LE
- SE
- High
- Lux
- Sport

W zależności od wybranej wersji wyposażeniowej, auto wyposażone mogło być m.in. w system ABS i ESP, 6 poduszek powietrznych, elektryczne sterowanie szyb, elektryczne sterowanie lusterek, klimatyzację manualną bądź automatyczną, radio CD, wielofunkcyjną kierownicę, skórzaną tapicerkę, elektrycznie sterowane fotele, światła przeciwmgłowe, a także reflektory ksenonowe, telefon satelitarny i system nawigacji satelitarnej oraz drewniane wykończenie wnętrza.

### Silniki
| Silnik                | Pojemność skokowa [cm³] | Typ silnika        | Moc maksymalna [KM] przy obr./min | Maks. moment obrotowy [Nm] przy obr./min | Przyspieszenie 0-100 km/h [s] | Prędkość maks. [km/h] |                    |                    |                    |
| Silniki benzynowe:    | Silniki benzynowe:      | Silniki benzynowe: | Silniki benzynowe:                | Silniki benzynowe:                       | Silniki benzynowe:            | Silniki benzynowe:    | Silniki benzynowe: | Silniki benzynowe: | Silniki benzynowe: |
| --------------------- | ----------------------- | ------------------ | --------------------------------- | ---------------------------------------- | ----------------------------- | --------------------- | ------------------ | ------------------ | ------------------ |
| 2.1                   | 2099                    | V6                 | 156 (115)/6800                    | 196/4100                                 | 9,4                           | 210                   |                    |                    |                    |
| 2.5                   | 2495                    | V6                 | 194 (143)/6800                    | 244/3000                                 | 7,9                           | 224                   |                    |                    |                    |
| 3.0                   | 2967                    | V6                 | 231 (170)/6800                    | 279,3/3000                               | 7,0                           | 234                   |                    |                    |                    |
| Silniki wysokoprężne: |                         |                    |                                   |                                          |                               |                       |                    |                    |                    |
| 2.0 D Turbo           | 1998                    | R4                 | 130 (96)/3800                     | 330/1800                                 | 9,9                           | 201                   |                    |                    |                    |
| 2.2 D Turbo           | 2198                    | R4                 | 155 (114)/3500                    | 360/1800                                 | 8,9                           | 220                   |                    |                    |                    |
| 2.2 D Turbo DPF       | 2198                    | R4                 | 145 (107)/3500                    | 360/1800                                 | 8,9                           | 220                   |                    |                    |                    |